# Водопьянчук, Андрей Викторович
Андре́й Ви́кторович Водопьянчу́к (укр. Андрій Вікторович Водоп'янчук; 31 мая 1995, Веровка) — украинский военнослужащий, старший сержант, участник российско-украинской войны. Герой Украины (2023).

## Биография
Родился 31 мая 1995 года в селе Веровка Новоград-Волынского района Житомирской области. В 2013 году окончил Центр профессионально-технического образования города Житомира по специальности «электрогазосварщик, водитель автотранспортных средств категории B, C», получив диплом с отличием.
С 2014 года служит в Вооружённых Силах Украины. 2 августа 2016 года, в День высокомобильных десантных войск, президент Украины Пётр Порошенко вручил ему орден «За мужество» III степени.
Во время российского вторжения в Украину в 2022 году командовал десантно-штурмовым взводом 95-й отдельной десантно-штурмовой бригады. Участвовал в освобождении населённых пунктов Александровка, Коровий Яр и Шандриголово в Донецкой области. Проявлял себя в обороне населённых пунктов в Харьковской и Донецкой областях, руководил штурмовыми группами, уничтожал вражескую технику и живую силу, оказывал первую медицинскую помощь товарищам.
В октябре 2022 года получил тяжёлое ранение во время ближнего боя и обстрела из танка, но уже в январе 2023 года вернулся на службу и занялся обучением и слаживанием молодых бойцов. Позднее активно участвовал в отражении наступления в Серебрянском лесу Луганской области.

## Награды
- Звание «Герой Украины» с удостоением ордена «Золотая Звезда» (20 ноября 2023) — за личное мужество и героизм, проявленные в защите государственного суверенитета и территориальной целостности Украины, верность военной присяге[2].
- Орден «За мужество» III степени (20 июня 2016) — за личное мужество и самоотверженные действия, проявленные в защите государственного суверенитета и территориальной целостности Украины, верность военной присяге.